# Subsecretaría de Telecomunicaciones de Chile
La Subsecretaría de Telecomunicaciones de Chile (también conocida por su acrónimo Subtel) es una subsecretaría de Estado creada por el decreto ley n° 1.762 del 30 de abril de 1977, dependiente del Ministerio de Transportes y Telecomunicaciones (MTT). Está encargada —como su nombre lo indica—, del control y supervisión en el ejercicio de las telecomunicaciones en el país. Desde el 11 de marzo de 2022, el subsecretario de Telecomunicaciones es Claudio Araya San Martín, actuando bajo el gobierno de Gabriel Boric.

## Organigrama
La subsecretaría está organizada en las siguientes divisiones:
- División Administración y Finanzas
- División Política Regulatoria y Estudios
- División Jurídica
- División Concesiones
- División Fiscalización
- División Gerencia del Fondo de Desarrollo de las Telecomunicaciones

Desde 2012, el área de Estrategia Digital del gobierno pasó a integrarse a esta subsecretaría. Uno de los desafíos es mejorar los niveles de conectividad del país.

## Cambios propuestos
Existe hace varios años en el Congreso Nacional, un proyecto de ley para crear una «Superintendencia de Telecomunicaciones» que se encargue de fiscalizar con más atribuciones. Dicho proyecto también cambiará los roles actuales de Subtel.

## Subsecretarios
| Retrato | Subsecretario/a                   | Partido | Partido | Período                                           | Presidente/a | Presidente/a               |
| ------- | --------------------------------- | ------- | ------- | ------------------------------------------------- | ------------ | -------------------------- |
|         | Fernando Federico Fernández Pérez |         | Militar | 11 de mayo de 1977 - 20 de marzo de 1979          |              | Augusto Pinochet Ugarte    |
|         | Gerson Echavarría Mendoza         |         | Militar | 20 de marzo de 1979 - 1 de febrero de 1982        |              | Augusto Pinochet Ugarte    |
|         | Jaime Machuca Blanco              |         | Ind.    | 1 de febrero de 1982 - 7 de septiembre de 1982    |              | Augusto Pinochet Ugarte    |
|         | Italo Seccatore Gómez             |         | Militar | 7 de septiembre de 1982 - 16 de diciembre de 1985 |              | Augusto Pinochet Ugarte    |
|         | Gustavo Arenas Corral             |         | Militar | 16 de diciembre de 1985 - 11 de marzo de 1990     |              | Augusto Pinochet Ugarte    |
|         | Roberto Pliscoff Vásquez          |         | PRSD    | 11 de marzo de 1990 - 11 de marzo de 1994         |              | Patricio Aylwin Azócar     |
|         | Jorge Rosenblut Ratinoff          |         | PPD     | 11 de marzo de 1994 - 1 de junio de 1995          |              | Eduardo Frei Ruiz-Tagle    |
|         | Gregorio San Martín Ricci         |         | PPD     | 1 de junio de 1995 - 7 de agosto de 1997          |              | Eduardo Frei Ruiz-Tagle    |
|         | Juanita Gana Quiroz               |         | PPD     | 18 de agosto de 1997 - 11 de marzo de 2000        |              | Eduardo Frei Ruiz-Tagle    |
|         | Christian Nicolai Orellana        |         | PDC     | 11 de marzo de 2000 - 11 de marzo de 2006         |              | Ricardo Lagos Escobar      |
|         | Pablo Bello Arellano              |         | PPD     | 11 de marzo de 2006 - 11 de marzo de 2010         |              | Michelle Bachelet Jeria    |
|         | Jorge Atton Palma                 |         | Ind.    | 11 de marzo de 2010 - 11 de marzo de 2014         |              | Sebastián Piñera Echenique |
|         | Pedro Huichalaf Roa               |         | PPD     | 11 de marzo de 2014 - 26 de octubre de 2016       |              | Michelle Bachelet Jeria    |
|         | Rodrigo Ramírez Pino              |         | PPD     | 26 de octubre de 2016 - 11 de marzo de 2018       |              | Michelle Bachelet Jeria    |
|         | Pamela Gidi Masías                |         | Evópoli | 11 de marzo de 2018 - 9 de junio de 2021          |              | Sebastián Piñera Echenique |
|         | Francisco Moreno Guzmán           |         | UDI     | 9 de junio de 2021 - 11 de marzo de 2022          |              | Sebastián Piñera Echenique |
|         | Claudio Araya San Martín          |         | PCCh    | 11 de marzo de 2022 - En el cargo                 |              | Gabriel Boric Font         |